# Marcin Szreder
Marcin Adam Szreder (ur. 26 listopada 1976 w Kołobrzegu) – polski przedsiębiorca i kick-bokser walczący w formule K-1, zdobywca Pucharu Europy oraz wielokrotny medalista Mistrzostw Polski.

## Życie prywatne i zawodowe
Urodził się i wychował w Kołobrzegu, ma młodszego brata Mariusza. W wieku 18 lat przeprowadził się do Warszawy, gdzie obecnie mieszka.
Absolwent Akademii Finansów w Warszawie. Karierę zawodową rozpoczął tworząc i rozwijając sieci sprzedaży bezpośredniej, jako pierwszy został dystrybutorem platformy satelitarnej Cyfrowego Polsatu. Z jego doświadczenia korzystali tacy operatorzy jak: Wizja TV, Canal+ i Telewizja N.
Obecnie współwłaściciel klubu nocnego w Warszawie oraz współzałożyciel i udziałowiec Cannabis Pharma Distribution Sp. z o.o.

## Kariera sportowa
Od dziecka interesował się sportem i już jako nastolatek trenował sztuki walki, które stały się dla niego nie tylko pasją ale również sposobem na odreagowanie stresu. Prowadzony przez Łukasza Rolę szybko został jednym z wyróżniających się zawodników polskiego kick-boxingu. Jego charyzma, zdeterminowanie oraz optymistyczne usposobienie szybko zjednały mu rzesze oddanych kibiców. 
W latach od 2010 do 2014 reprezentując Palestrę Warszawa, w amatorskich zawodach wygrał ponad trzydzieści walk.
Jednym z jego dużych sukcesów było zdobycie pierwszego miejsca i złotego medalu podczas Pucharu Polski Polish Open Kickboxing odbywającego się w Węgrowie, w dniach od 29 kwietnia do 1 maja 2011. Szreder w pierwszej walce pokonał przez nokaut Monvidsa Pirsko, w drugiej zwyciężył z Mirkiem Stępniakiem, a w finale wygrał z Juliusem Mocka z Litwy.
W trakcie Pucharu Europy w Kijowie, odbywającego się w dniach 26-30 września 2012 roku wywalczył dwa złote medale w formułach Low Kick oraz K-1.
8 grudnia 2012 roku na gali Kickboxingu K-1 Polska – Ukraina w Szczecinku, po dwukrotnym posłaniu na deski zdobywcy Pucharu Świata, Oliynyka Volodymyra odniósł zwycięstwo przez jednogłośną decyzję sędziów.
28 listopada 2014 roku w wieku 38 lat zawodowo debiutował podczas gali King of Kings Płock, gdzie w pierwszej rundzie wygrał z Eike Schwartzem posyłając go na deski już w pierwszych sekundach walki.
Podczas gali FEN 11: Warsaw Time 19 marca 2016 roku jednogłośną decyzją sędziów pokonał młodszego o 9 lat Aytaca Yahsi.
13 sierpnia 2016 na gali FEN 13: Summer Edition w Gdyni, przegrał przez większościową decyzję sędziowską z Arturem Bizewskim.
11 marca 2017 pokonał Ihara Kamkou przez techniczny nokaut w rundzie pierwszej podczas gali FEN 16: Warsaw Reloaded.
12 maja 2017 na gali FEN 17: Baltic Storm jego rywalem został ponownie Artur Bizewski. Szreder rozpoczął bardzo agresywnie i po kilkudziesięciu sekundach posłał na deski swojego przeciwnika, któremu jednak udało się podnieść i w drugiej rundzie wygrać przez nokaut.
10 marca 2018 podczas piątego występu dla Fight Exclusive Night zmierzył się z Rafałem Korczakiem. Starcie od początku miało wyrównany przebieg. Choć w rundzie pierwszej jego rywal był bliski zwycięstwa, to w dwóch kolejnych Marcin mocno i agresywnie odpowiadał na jego ataki. Konieczną okazała się decyzja o rundzie dodatkowej, która zadecydowała o wygranej Korczaka.

## Najważniejsze osiągnięcia sportowe
- 2011: I miejsce Polish Open K-1 Rules - Węgrów
- 2013: I miejsce Puchar Europy - Kijów, Ukraina

## Kariera aktorska
W 2018 roku Szreder spróbował swoich sił aktorskich i zadebiutował na małym ekranie w emitowanym przez telewizję HBO głośnym serialu Krzysztofa Skoniecznego "Ślepnąc od świateł", gdzie wcielił się w rolę "Śniadego".
Na swoim koncie ma również niewielką rolę w "Kobietach Mafii" Patryka Vegi. 